# مالاوی
مالاوی با نام رسمی جمهوری مالاوی (به انگلیسی: Republic of Malawi) کشوری در جنوب شرقی قارهٔ آفریقا است. جمعیت مالاوی، ۱۹٬۰۴۸٬۰۰۰ نفر برآورد می‌شود و پایتخت آن، لیلونگوه است.
مالاوی، کشوری است محصور در خشکی؛ واقع در جنوب شرقی آفریقا که از شرق، جنوب شرقی، جنوب، جنوب غربی با موزامبیک و از شمال غربی و غرب با زامبیا و از شمال، شمال شرقی و غرب با تانزانیا مرز مشترک دارد.
جمهوری مالاوی تا سال ۱۹۶۴ مستعمره بریتانیا بود. نام مالاوی از نام ماراوی که نام قدیمی قوم نیانجا است و از ساکنان اصلی این ناحیه هستند گرفته شده‌است.
زبان رسمی مالاوی زبان انگلیسی است و زبان چوایی نیز به عنوان زبان محلی رسمیت دارد. اقوام اصلی مالاوی عبارتند از چوایی (۳۲٫۶۷ درصد جمعیت کشور)، یائو (۲۰٫۵ درصد)، و لوموه (۱۷٫۶ درصد). واحد پول این کشور کواچای مالاوی است. این کشور دارای حکومت، جمهوری چند حزبی با یک مجلس است.
در مورد دین مردم مالاوی آمار دقیقی در دست نیست اما پژوهش‌ها نشان می‌دهد که حدود ۶۸ درصد از مردم این کشور مسیحی، ۲۵ درصد مسلمان هستند و ۵ درصد نیز پیرو ادیان دیگر می‌باشند.

## تاریخ
محدودهٔ مالاوی امروز پیش از این‌که موجی از مهاجران بانتوزبان به این سرزمین بیایند جمعیت اندکی از شکارچیان و گردآوران داشت. مردمان بانتو در سدهٔ دهم از سوی شمال وارد این منطقه و دیگر مناطق جنوبی‌تر آفریقا شدند. هرچند بیشتر بانتوها به راه خود به سوی جنوب ادامه دادند، گروه‌هایی از آن‌ها در مالاوی مانده و گروه‌های قومی مختلفی را با نیای مشترک در این منطقه تشکیل دادند.
در سال ۱۵۰۰ میلادی قبایل این ناحیه مملکتی به نام پادشاهی «ماراوی» تشکیل دادند که از سوی شمال از انخوتاکوتای امروزی شروع می‌شد و تا رودخانه زامبزی ادامه می‌یافت و از جهت دیگر از دریاچهٔ مالاوی تا رود لوآنگوا، در زامبیای امروزی، ادامه داشت. کمی پس از سال ۱۶۰۰، یعنی زمانی که بیشتر این منطقه تحت فرمان یک حاکم محلی درآمده بود، افراد قبایل محل با بازرگانان پرتغالی مواجه شده و به دادوستد و ایجاد ائتلاف با آن‌ها پرداختند.
در سال ۱۷۰۰ میلادی اما، پادشاهی مستقر در محدوده مالاوی از هم پاشید و قبایل گوناگون هر یک کنترل بخشی از این محدوده را به‌دست گرفتند. از اواسط دههٔ ۱۸۰۰ میلادی، فروشندگان عرب و سواحل برده، به اوج فعالیت خود در این منطقه رسیدند و هر ساله در حدود ۲۰ هزار نفر از مردم مالاوی را به بردگی کشیده و در انخوتاکوتا و کیلوه به فروش رساندند.
مالاوی، در ادامهٔ تاریخ خود، از جمله مستعمرات بریتانیا بوده‌است، این کشور در سال ۱۸۹۱ به صورت مستعمرهٔ بریتانیا درآمد و در سال ۱۹۰۷ به سبب قرار داشتن در کنار دریاچهٔ نیاسا، نیاسالند خوانده شد.
از سال ۱۹۵۳ تا سال ۱۹۶۴ این کشور به رودزیای شمالی و جنوبی پیوست و فدراسیون رودزیا و نیاسالند را تشکیل داد. مالاوی در ۶ ژوئیه ۱۹۶۴ از این فدراسیون جدا و به عنوان کشوری مستقل رسماً از بریتانیا اعلام استقلال کرد.

## سیاست

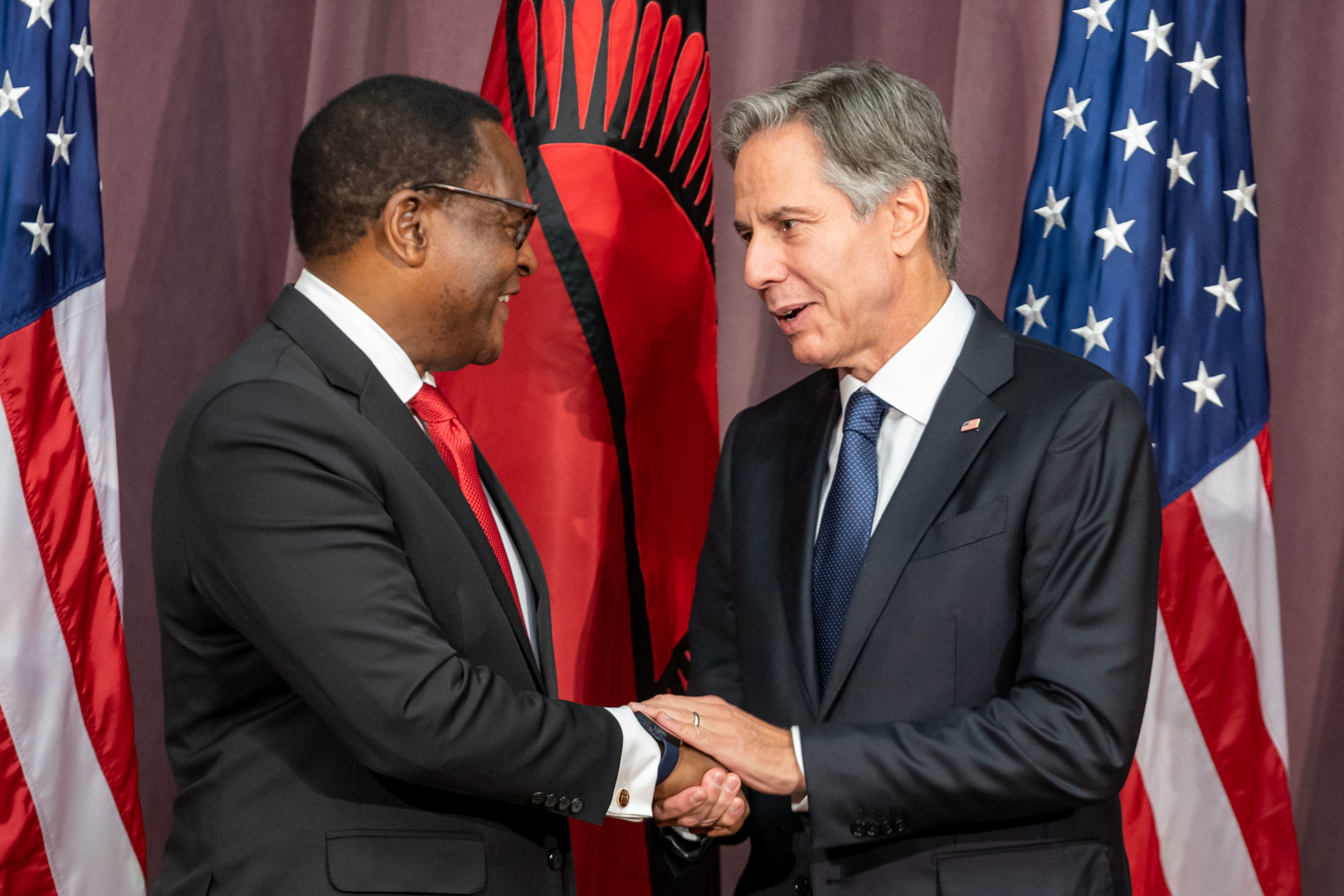
لازاروس چاکورا رئیس جمهور مالاوی و بلینکن وزیر امور خارجه آمریکا

پایه‌های دموکراسی در کشوری که از زمان استقلال در سال ۱۳۴۳ تا سال ۱۳۷۲ فقط با وجود یک حزب اداره می‌شد، هنوز چندان محکم نشده‌است. در چنین شرایطی، بیش از ۷۵۰ هزار آواره موزامبیکی در این کشور نیز زمینه ایجاد مشکلات فرهنگی، اجتماعی و اقتصادی را بیش از پیش فراهم می‌کند.
در سال ۱۹۶۴ دکتر هاستینگز کاموزو باندا رئیس‌جمهور مالاوی شد و تنها حزب سیاسی تا سال ۱۹۹۳ حزب کنگرهٔ مالاوی بود. برای اولین بار انتخابات به صورت چند حزبی در سال ۱۹۹۴ برگزار شد. باکیلی مولوزی از حزب اتحاد دموکراتیک پیشرو به عنوان رئیس‌جمهور برگزیده شد. در سال ۲۰۰۴ میلادی نیز بینگو وا موتاریکا به سمت رئیس‌جمهور مالاوی انتخاب شد.
برداشت دولت از ذخایر ارزی در خردادماه سال ۹۰، بر بحران کمبود سوخت در این کشور دامن زد و اعتراض‌های ضد دولتی را سبب شد. در حالی که به دلیل کشته و زخمی شدن برخی معترضان به سیاست‌های دولتی، به موتاریکا پیشنهاد شده بود از قدرت کناره‌گیری کند اما وی سی ام تیرماه با رد خواسته مخالفان تأکید کرد 'کمبود ذخایر ارزی با کمبود سوخت نباید به عنوان نشانه‌ای از زمامداری بد یا شکست حکومت تلقی شود'.
موتاریکا، مخالفان و رهبران سازمان‌های جامعه مدنی مالاوی را به اجیر کردن آشوب‌طلبان برای غارت اموال در شهرها به منظور دامن زدن به این آشوب‌ها متهم کرد و یک روز بعد گزارش شد که در خونبارترین تظاهرات دولتی در سال‌های اخیر، ۱۸ نفر به دلیل شلیک تیرهای واقعی از سوی پلیس کشته شدند و ۲۷۵ نفر نیز به زندان افتادند.
ناآرامی‌ها که بیش از یک ماه به طول انجامید، سرانجام با میانجیگری سازمان ملل متحد و برخی سران اتحادیه آفریقا خاتمه یافت. اما همین امر، سبب افزایش نارضایتی‌های مردم و گروه‌های سیاسی مخالف از دولت موتاریکا شده بود. از سوی دیگر، تعلیق فعالیت‌های کمیسیون ملی انتخابات از سوی موتاریکا در سیزدهم آذرماه ۱۳۸۹ به دلیل مفقود شدن ۹ میلیون دلار هزینه انتخابات منطقه‌ای که قرار بود در فروردین ماه برگزار شود، نشان از ضعف سیستم مالی و نظارتی در این کشور دارد. رئیس‌جمهوری پیش از موتاریکا نیز برای رسیدگی به پرونده اختلاس ۱۲ میلیون دلاری و فساد مالی خود به دادگاه می‌رود.
در سال ۲۰۱۲ انتقال قدرت به جویس باندا در مالاوی به دلیل درگذشت موتاریکا، رئیس‌جمهوری پیشین، سرنوشت این کشور فقیر را در دستان نخستین رئیس دولت زن در جنوب آفریقا قرار داد. بینگو وا موتاریکا، رئیس‌جمهوری ۷۸ ساله مالاوی، هفدهم فروردین ماه ۹۱، ۵ آوریل ۲۰۱۲، به دلیل عارضه قلبی درگذشت و بر اساس قانون اساسی این کشور، معاون او باید ریاست دولت را بر عهده بگیرد.
جویس باندا دختر یک افسر پلیس بوده و به علت تلاش‌های خود در زمینه آموزش دختران محروم در سطح بین‌المللی شناخته شده‌است. انتقادهای سال ۱۳۸۹ باندا دربارهٔ مسئله جانشینی، سبب اخراج او از حزب ترقی‌خواه دموکراتیک موتاریکا شد. روی کار آمدن باندا به عنوان یکی از فعالان حقوق بشری و مسائل زنان که از حمایت کشورهای غربی نیز برخوردار است، راه دریافت کمک‌های مالی بیشتر را برای این کشور فراهم می‌کند.
در سال ۱۳۵۰ روابط ایران و کشور مالاوی در جنوب آفریقا آغاز و سفیر ایران در کنیا در مالاوی نیز آکرودیته شد. پس از انقلاب ۵۷ در ایران، به دلیل نوع رابطه مالاوی با اسرائیل، دولت جمهوری اسلامی ایران از معرفی سفیر خود در نایروبی به عنوان آکرودیته در مالاوی خودداری کرد. اما به دنبال تغییر رئیس‌جمهور و شروع به کار خانم باندا رئیس‌جمهور مالاوی و دگرگونی سیاست خارجی این کشور، روابط دوکشور مجدداً برقرار و این کشور به صورت آکرودیته سفارت جمهوری اسلامی ایران در تانزانیا - دارالسلام می‌باشد.

## جغرافیا
مالاوی کشوری است محصور به خشکی در جنوب شرق قاره آفریقا. پایتخت این کشور شهر لیلونگوه (Lilongwe) با ۶۴۶ هزار نفر می‌باشد. مساحت مالاوی ۱۱۸٫۴۸۴ کیلومتر مربع و جمعیت آن حدود ۱۹ میلیون نفر می‌باشد. مالاوی از کوچک‌ترین کشورهای آفریقا است.
شهر بلانتایر پایتخت تجاری مالاوی است که در حدود ۳۵۰ کیلومتری جنوب شهر لیلنگوه پایتخت سیاسی این کشور قرار دارد.
دره بزرگ آفریقا از شمال به جنوب از خاک مالاوی می‌گذرد و در شرق این دره، دریاچه مالاوی واقع شده‌است. دریاچه مالاوی (نام دیگر: دریاچه نیاسا) حدود یک‌سوم از مساحت این کشور را پوشانده‌است. رودخانه شایر از انتهای جنوبی این دریاچه جریان می‌یابد و ۴۰۰ کیلومتر جلوتر، در خاک موزامبیک، به رودخانه زامبزی می‌پیوندد. دریاچه مالاوی، دوازدهمین دریاچه بزرگ آب شیرین در جهان است.
آب‌وهوای مالاوی در مناطق پست جنوب کشور بسیار گرم و در بلندی‌های شمالی معتدل است. دمای هوا بین ماه‌های نوامبر و آوریل بالا است و بین این ماه‌ها باران‌های استوایی می‌بارد و رعد و برق زیادی رخ می‌دهد. بارش زیاد در اواخر ماه مارس به اوج خود می‌رسد.

### شهرهای مهم
از شهرهای مهم مالاوی را می‌توان شهرهای زیر را ذکر کرد:
| نام شهر  | تلفظ انگلیسی | جمعیت (نفر) |
| -------- | ------------ | ----------- |
| بلانتایر | Blantyre     | ۵۸۴٬۰۰۰     |
| مزوزو    | Mzuzu        | ۱۷۵٬۰۰۰     |
| زومبا    | Zomba        | ۸۰٬۹۰۰      |
| کاسونگو  | kasungu      | ۴۲٬۵۰۰      |

## تقسیمات کشوری
کشور مالاوی سه منطقه دارد که به ۲۸ استان تقسیم شده‌اند:
| منطقه مرکزی - ۱ – ددزا - ۲ – دووا - ۳ – کاسونگو - ۴ – لیلونگوه - ۵ – مچینجی - ۶ – نخوتاکوتا - ۷ – نتچئو - ۸ – نتچیسی - ۹ – سالیما | منطقه شمالی - ۱۰ – چیتیپا - ۱۱ – کارونگا - ۱۲ – لیکوما - ۱۳ – مزیمبا - ۱۴ – نکهاتا بای - ۱۵ – رامفی | منطقه جنوبی - ۱۶ – بالاکا - ۱۷ – بلانتایر - ۱۸ – چیکواوا - ۱۹ – چیرادزولو - ۲۰ – ماچینگا - ۲۱ – مانگوچی - ۲۲ – مولانجه - ۲۳ – موانزا - ۲۴ – نسانجه - ۲۵ – تیولو - ۲۶ – پهالومبه - ۲۷ – زومبا - ۲۸ – ننو |

## اقتصاد
مالاوی در میان کم‌توسعه‌یافته‌ترین و متراکم‌ترین کشورها از نظر جمعیت است. حدود ۸۲ درصد از جمعیت این کشور در روستاها زندگی می‌کنند و اقتصاد مالاوی بر کشاورزی استوار شده‌است و فراورده‌های کشاورزی ۹۰ درصد از صادرات آن را تشکیل می‌دهند.
واحد پول مالاوی، کواچا، با واحد جزء (تامبالا) نام دارد. صادرات مالاوی را، تنباکو، چای و شکر تشکیل می‌دهند. مالاوی از اعضای کشورهای همسود و اتحادیهٔ آفریقاست.
بر اساس گزارش سازمان ملل متحد و برنامه جهانی غذا، طی سال‌های ۱۳۸۳ تا ۱۳۸۵، حدود ۲۹ درصد جمعیت حدود ۱۳ میلیونی مالاوی، دچار سوء تغذیه بودند که این کشور را در رتبه بیست و یکم جهانی قرار می‌داد.
از سوی دیگر، سرانه تولید ناخالص داخلی مالاوی بر اساس گزارش سال ۱۳۸۹ صندوق بین‌المللی پول ۳۲۲ دلار بود (یکصد و هشتادم جهان). گزارش سال ۱۳۸۸ بانک جهانی این رقم را ۳۱۰ ذکر کرد (یکصد و هفتاد و هشتم جهان).
به نوشته وبگاه سازمان اطلاعات مرکزی آمریکا (سیا)، 'از سال ۱۳۸۵ مالاوی در برنامه تسهیل برای کشورهای مقروض گنجانده شد و از اواخر سال ۱۳۸۷ نیز آمریکا، این کشور را واجد شرایط دریافت حمایت‌های مالی در برنامه ابتکار چالش هزاره دانست.
مشکلات اقتصادی مالاوی از سال ۲۰۱۱ پس از اینکه نهادهای بین‌المللی که معمولاً ۴۰ درصد از بودجه این کشور را پشتیبانی می‌کردند، کمک خود را به دلیل نگرانی‌های مربوط به حقوق بشر در این کشور متوقف کردند، وخیم‌تر شد.
صندوق بین‌المللی پول برنامه ۷۹ میلیون دلاری خود برای مالاوی را بر سر سیاست اقتصادی رئیس‌جمهوری پیشین این کشور متوقف کرده بود. توقف کمک موجب کمبود شدید دلار شد که به دلیل کاهش چشمگیر فروش دخانیات که منبع اصلی درآمد خارجی مالاوی است، به وجود آمد.
با روی کار آمدن یک رئیس‌جمهوری جدید در این کشور و اقدامات وی برای ترمیم روابط مالاوی با حامیان بین‌المللی‌اش، صندوق بین‌المللی پول در سال ۲۰۱۲ اعلام کرد سرگرم مذاکره با مالاوی در مورد یک برنامه اقتصادی جدید است که با یک وام از سوی این سازمان مورد پشتیبانی قرار می‌گیرد.

## مردم
زبان رسمی مالاوی زبان انگلیسی است و زبان چیوا نیز به عنوان زبان محلی رسمیت دارد. اقوام اصلی مالاوی عبارتند از چیوا (۳۲٫۶۷ درصد جمعیت کشور)، یائو (۲۰٫۵ درصد)، و لوموه (۱۷٫۶ درصد).
در مورد دین مردم مالاوی آمار دقیقی در دست نیست اما پژوهش‌ها نشان می‌دهد که حدود ۶۸ درصد از مردم این کشور مسیحی، ۲۵ درصد مسلمان هستند و ۵ درصد نیز پیرو ادیان دیگر می‌باشند.
قبایل ناراضی مسیحی که اکثریت آن‌ها در شمال کشور اقامت داشتند از نتایج انتخابات که رئیس‌جمهوری مسلمان از جنوب را سرکار آورده بود راضی نبوده و در نتیجه ستادی خشونت‌آمیز علیه مسلمانان به راه انداختند.
در سال ۱۹۹۹ شورشی‌های مسیحی حدود ۲۰۰ مسجد را در مالاوی به آتش کشیده شده بودند که هشت سال پس از آن، بینگو وا موتاریکه رئیس‌جمهور این کشور که پیرو مذهب کاتولیک مسیحیت است ستادی برای بازسازی و مرمت مساجد به آتش کشیده شده راه‌اندازی کرد.

## فرهنگ

### سنت پاکسازی جنسی
در برخی مناطق این کشور سنت پاکسازی جنسی اجرا می‌شود؛ که در آن دختران پس از نخستین قاعدگی خود به عنوان نشان بلوغ خود باید با مردی رابطه جنسی انجام دهند. برخی از این دختران تنها ۱۲ ساله دارند
.سنت‌های مربوط به پاکسازی جنسی 
کوساسا فومبی: «پاکسازی جنسی» دختران تازه بالغ درست پس از اولین عادت ماهانه.
کولووا کوف: «پاکسازی جنسی» زنان و مردان تازه بیوه پس از مرگ همسرشان.
فیسی یا هینئا: به مردی گفته می‌شود که در مواردی که یک زوج برای بچه دار شدن مشکل دارند به جای شوهر با زن همبستر می‌شود. در سال‌های اخیر این لقب برای همه مردانی که در اجرای سنت‌های جنسی مشارکت می‌کنند به کار برده می‌شود.

## ارگان‌های بین‌المللی در مالاوی
مالاوی یکی از فقیرترین کشورهای جهان است و نیروهای سازمان ملل متحد و دیگر نهادهای بشردوستانه بین‌المللی برای کمک به معیشت مردم در آن حضور فعال دارند.

### خروج نیروهای سازمان ملل از دو منطقه
به گزارش رسانه‌ها در ۱۱ اکتبر ۲۰۱۷ سازمان ملل متحد بدنبال شایعه حضور خون‌آشامها در مالاوی و قتل پنج شهروند عادی نیروهای خود را از دو منطقه در جنوب این کشور خارج کرد. در گزارش‌های امنیتی اداره امنیت و سلامت سازمان ملل متحد آمده‌است: «مردم این مناطق به شدت تحت تأثیر داستان‌های مربوط به خون‌آشامی و وجود خون‌آشام‌ها در منطقه هستند… و این شایعات از موزامبیک، کشور همسایه مالاوی آغاز شده‌است».
خبرگزاری رویترز گزارش داد که شماری از شهروندان بومی به دلیل اعتقاد به پدیدار شدن این موجودات خون‌آشام ۵ نفر را کشته‌اند.
در سال ۲۰۰۲ نیز در پی پخش شایعه حضور خون‌آشام‌ها در این کشور، خشونت‌های مشابهی به وقوع پیوست.
رئیس‌جمهوری مالاوی پیتر موتاریکا، در واکنش به این وقایع آن را «دلهره‌آور و تکان‌دهنده» خوانده‌است.

### خروج سایر نیروها
به جز سازمان ملل متحد، برخی دیگر از سازمان‌های غیرانتفاعی نیز فعالان خود از این منطقه تخلیه و اعلام کردند فعالیت‌های این گروه‌ها تا زمان عادی شدن وضعیت به حالت تعلیق درآمده‌است.